# Harry Vaulkhard
Harry Vaulkhard (ur. 14 października 1985 roku w Newcastle upon Tyne) – brytyjski kierowca wyścigowy.

## Kariera
Vaulkhard rozpoczął karierę w międzynarodowych wyścigach samochodowych w 2005 roku od startów w SEAT Cupra Great Britain. Z dorobkiem 26 punktów uplasował się na czternastej pozycji w klasyfikacji generalnej. W późniejszych latach Brytyjczyk pojawiał się także w stawce Renault Clio Cup Great Britain, British Touring Car Championship, European Touring Car Cup, World Touring Car Championship oraz Euro Racecar NASCAR Touring Series.
W World Touring Car Championship Brytyjczyk wystartował w czternastu wyścigach sezonu 2010 z brytyjską ekipą Bamboo Engineering. Z dorobkiem jednego punktu uplasował się na 21. miejscu w końcowej klasyfikacji kierowców.